# Neptosternus ornatus
Neptosternus ornatus är en skalbaggsart som beskrevs av Sharp 1882. Neptosternus ornatus ingår i släktet Neptosternus och familjen dykare. Inga underarter finns listade i Catalogue of Life.